# フォロースルー
株式会社フォロースルーは、プロゴルファーのエージェント業務、肖像権の管理、メディア調整、コンテンツの企画・開発などの総合的マネジメントからジュニア向けのスポーツイベント企画・運営まで手がける日本のスポーツマネジメント会社である。

## 概要
- 2004年創業。代表取締役の山下精昭は、同年1月までの14年間テレビ熊本に勤務。同社の所属選手である古閑美保と親戚関係にあたり、彼女のトータルサポートを目的に独立しフォロースルーを立ち上げる。
- 2015年3月3日現在、プロゴルファー17名、プロ野球関係者3名、卓球関係者2名が所属するマネジメント会社に成長し、業務内容は選手のエージェント業務・肖像権の管理・メディア調整・コンテンツの企画及び開発まで手がける総合マネジメントを行っている。
- 2010年から所属選手たちとともに社会貢献活動に本格的に取り組み、ECO+GOLF＝ECOLFを標語に環境保全活動を始める。主な活動は、1.幼稚園・保育園のグランド芝生化推進と2.スポーツごみ拾い選手権の開催を全国で行う。

## 沿革
- 2004年3月 - 熊本市に設立、同時に東京都目黒区に営業所開設
- 2007年11月 - 東京都渋谷区恵比寿に和食レストラン「馬ん家」オープン
- 2009年3月 - 東京営業所を品川区に移転
- 2009年12月 - 本店所在地を熊本市から東京都品川区に移転
- 2009年12月 - 関連会社として「テイクバック株式会社」を設立、同時に「馬ん家」をフォロースルーよりテイクバックに事業譲渡

## 所属アスリート
プロゴルフ
- 佐藤信人
- 森本雄也
- 中内剛
- 笠哲郎
- 塩見好輝
- 新田あきひろ
- 笠りつ子
- 有村智恵
- 櫻井有希
- 藤本麻子
- 城間絵梨
- 田口晴菜
- 飯島茜
- 酒井美紀
- 古閑美保
- 渋野日向子
- 吉田優利
- ケンゴ本田
- ヨッシー小山

プロ野球
- 仁志敏久
- 細山田武史
- 国吉佑樹

卓球
- 松下浩二
- 丹羽孝希